# 錦織 (大津市)
錦織（にしこおり）は、滋賀県大津市にある地名。現行行政地名は錦織一丁目から錦織三丁目。

## 地理
大津市の南西部に位置し、東に二本松と松山町、西に錦織町、南に皇子が丘と桜野町、北に神宮町と柳川と接している。

## 歴史
- 1966年（昭和41年）4月1日 - 錦織町の一部を分離し、錦織一丁目から錦織三丁目を設置[1]。

## 世帯数と人口
2019年（平成31年）4月1日現在の世帯数と人口は以下の通りである。
| 丁目       | 世帯数    | 人口    |
| ---------- | --------- | ------- |
| 錦織一丁目 | 476世帯   | 914人   |
| 錦織二丁目 | 326世帯   | 650人   |
| 錦織三丁目 | 331世帯   | 713人   |
| 計         | 1,133世帯 | 2,277人 |

### 人口の変遷
国勢調査による人口の推移。
| 1995年（平成7年）  | 2,776人 | [ 6 ]  |  |
| 2000年（平成12年） | 2,607人 | [ 7 ]  |  |
| 2005年（平成17年） | 2,607人 | [ 8 ]  |  |
| 2010年（平成22年） | 2,414人 | [ 9 ]  |  |
| 2015年（平成27年） | 2,313人 | [ 10 ] |  |

### 世帯数の変遷
国勢調査による世帯数の推移。
| 1995年（平成7年）  | 1,057世帯 | [ 6 ]  |  |
| 2000年（平成12年） | 1,033世帯 | [ 7 ]  |  |
| 2005年（平成17年） | 1,033世帯 | [ 8 ]  |  |
| 2010年（平成22年） | 1,042世帯 | [ 9 ]  |  |
| 2015年（平成27年） | 988世帯   | [ 10 ] |  |

## 学区
市立小・中学校に通う場合、学区は以下の通りとなる。
| 丁目       | 番・番地等 | 小学校             | 中学校               |
| ---------- | ---------- | ------------------ | -------------------- |
| 錦織一丁目 | 全域       | 大津市立志賀小学校 | 大津市立皇子山中学校 |
| 錦織二丁目 | 全域       | 大津市立志賀小学校 | 大津市立皇子山中学校 |
| 錦織三丁目 | 全域       | 大津市立志賀小学校 | 大津市立皇子山中学校 |

## 交通

### 鉄道
- 京阪電気鉄道
  - 石山坂本線 近江神宮前駅

### 道路
- 国道161号
- 滋賀県道30号下鴨大津線
- 滋賀県道47号伊香立浜大津線

## 施設
- 皇子山古墳群
- 大津錦織郵便局
- 滋賀銀行 錦織支店

## その他

### 日本郵便
- 郵便番号 : 520-0027[4]（集配局：大津中央郵便局[12]）。